# Théodore Pellerin
Théodore Pellerin est un acteur québécois, né le 13 juin 1997 au Québec.
Il se fait connaître grâce à sa performance dans le film Chien de garde (2018), pour lequel il a remporté le prix Iris de révélation de l'année au 2e prix Iris.

## Biographie
Théodore Chouinard-Pellerin naît le 13 juin 1997 au Québec. Sa mère, Marie Chouinard, est danseuse, chorégraphe et son père, Denis Pellerin, peintre.
En 2014, il commence sa carrière d'acteur à la télévision, dans la série 30 Vies où il interprète Sammy Azoulay.
De 2015 à 2018, il joue un des personnages principaux dans la série télévisée Med à VRAK TV.
En août 2018, Il se joint à l'actrice Kirsten Dunst pour le tournage de la série On Becoming a God in Central Florida à La Nouvelle-Orléans,.
En août 2019, il est choisi pour un rôle dans le film d'horreur Killer Game (There's Someone inside Your House) de Patrick Brice. Ce film est diffusé le 6 octobre 2021 en continu sur Netflix,.

## Filmographie

### Cinéma

#### Longs métrages
- 2015 : Les Démons de Philippe Lesage : David
- 2015 : Endorphine d'André Turpin : Grégoire
- 2016 : Juste la fin du monde de Xavier Dolan : Antoine (16-22 ans)
- 2016 : Boost de Darren Curtis : Dev
- 2017 : Jamais stable, jamais immobile (Never Steady, Never Still) de Kathleen Hepburn : Jamie
- 2017 : Ailleurs de Samuel Matteau : Samu
- 2018 : Isla Blanca de Jeanne Leblanc : Emile
- 2018 : Chien de garde de Sophie Dupuis : Vincent « Vince »
- 2018 : First Light de Jason Stone : Sean
- 2018 : Genèse de Philippe Lesage : Guillaume
- 2018 : Boy Erased de Joel Edgerton : Xavier
- 2018 : Ville Neuve de Félix Dufour-Laperrière : Ulysse
- 2020 : Never Rarely Sometimes Always d'Eliza Hittman : Jasper
- 2020 : Mon année à New York (My Salinger Year) de Philippe Falardeau : le garçon de Winston
- 2020 : Souterrain de Sophie Dupuis : Julien
- 2021 : Mayday de Karen Cinorre : Dimitri
- 2021 : Killer Game (There's Someone inside Your House) de Patrick Brice : Oliver « Ollie » Larsson
- 2022 : La Dérive des continents (au sud) de Lionel Baier : Albert
- 2023 : Beau Is Afraid d'Ari Aster : le fils de Beau
- 2023 : Solo de Sophie Dupuis : Simon
- 2025 : Lurker d'Alex Russell : Matthew
- 2025 : Nino de Pauline Loquès : Nino Clavel
- 2025 : Kairos de Jennifer Alleyn : Sans abris

#### Courts métrages
- 2016 : By the Pool de Karine Bélanger : Maxime
- 2016 : Sigismond sans images d'Alberic Aurteneche : Sigismond Langlois
- 2016 : Carla en dix secondes de Jeanne Leblanc
- 2017 : La Course Navette de Maxime Aubert : Wojtek
- 2018 : Strangers de Vallée Duhamel : le garçon géant
- 2018 : Incel de John Merizalde : Sam
- 2020 : Rosa de Jean-Michel Gervais et Gabriel Lemay : le patient

### Télévision

#### Séries télévisées
- 2014 : 30 Vies : Sammy Azoulay (20 épisodes)
- 2014 : La Théorie du K.O. : Sébastien (1 épisode)
- 2015 : 19-2 : le junkie (1 épisode)
- 2015-2017 : Med : Theo
- 2019 : Becoming a God (On Becoming a God in Central Florida) : Cody (10 épisodes)
- 2019 : The OA : Liam (3 épisodes)
- 2021 : Patrick Sénécal présente épisode Audition de Stéphane Lapointe : Gabriel
- 2021 : Maid : Wayne (mini-série, épisode 4 : Cashmere de Nzigha Stewart)
- 2022 : Pour toi Flora de Sonia Bonspille Boileau (mini-série) : Frère Thibodeau
- 2024 : Becoming Karl Lagerfeld (mini-série) : Jacques de Bascher
- 2024 : Franklin (mini-série) de Timothy Van Patten : Marquis de Lafayette

### Clip
- 2015 : Cold Coast de Secret Sun, réalisé par Hervé Baillargeon

## Distinctions

### Récompenses
- Festival international du film francophone de Namur 2018 : Bayard d'or du meilleur acteur pour Genèse
- Festival du nouveau cinéma de Montréal 2018 : Prix d'interprétation pour Genèse
- Festival international du film de Valladolid 2018 : Prix du meilleur acteur pour Genèse
- Festival international du film de Saint-Jean-de-Luz 2018 : Prix d'interprétation masculine pour Chien de garde
- Gala Québec Cinéma 2018 : Prix Iris de la révélation de l'année Chien de garde
- Prix Écrans Canadiens 2019 : Meilleur acteur pour Chien de garde
- Festival international du film francophone de Namur 2021 : Mention spéciale de la meilleure performance pour Souterrain
- Gala Québec Cinéma 2021 : Prix Iris du meilleur acteur de soutien pour Souterrain[10]
- Gala Québec Cinéma 2024 : Prix Iris du meilleur acteur pour Solo
- Festival de Cannes 2025 : Prix Louis Roederer de la révélation de la Semaine de la Critique pour Nino

### Nominations
- Gala Québec Cinéma 2019 : Prix Iris du meilleur acteur pour Genèse
- Prix Écrans Canadiens 2024 : meilleur acteur pour Solo